# Stazione di Cisternino Città
La stazione di Cisternino Città è una stazione ferroviaria al servizio del comune di Cisternino ed è posta sulla linea Martina Franca-Lecce. Gestita dalle Ferrovie del Sud Est, è entrata in servizio il 5 aprile 1925, assieme al tronco Ceglie Messapica-Cisternino della linea Martina Franca-Lecce.
La sua costruzione comportò la progettazione di una variante al progetto inizialmente autorizzato dal Consiglio Superiore dei Lavori Pubblici nel 1911, poi redatta dall'ufficio tecnico della Provincia di Bari rispetto al tracciato originario che prevedeva un collegamento diretto tra Ceglie e Martina Franca.
Nel corso dei lavori di potenziamento della linea nel corso del 2024, la stazione, insieme ad alcune della stessa linea, è stata ammodernata con la sistemazione dei marciapiedi e il rinnovo della segnaletica di stazione conformata a quella utilizzata da Rete Ferroviaria Italiana, oltre a piccole modifiche nella stazione stessa.

## Servizi
La stazione dispone di:
- Servizi igienici
- Area per l'attesa
- Accessibilità per portatori di handicap

## Movimento
La stazione è servita dai treni regionali svolti dalle Ferrovie del Sud Est nella relazione Martina Franca - Lecce della linea 2.